# Новикова, Ксения Андреевна
Ксе́ния Андре́евна Но́викова (род. 17 мая 1980, Москва) — советская и российская певица, поэтесса, автор песен, музыкальный продюсер, модель, педагог, общественный деятель и актриса. Солистка женской поп-группы «Блестящие». С 1990 по 1999 год являлась участницей группы «Класс».

## Биография

### Ранние годы
Родилась в Москве 17 мая 1980 года.
В возрасте пяти лет стала солисткой Хора имени Локтева. В 1999 году окончила Государственный музыкальный колледж эстрадного и джазового искусства, а в 2004 году — режиссёрский факультет Московского государственного университета культуры и искусств.

### Карьера
В десять лет стала солисткой молодёжной поп-группы «Класс».
В августе 1999 года была приглашена в состав группы «Блестящие» на место ушедшей Полины Иодис. До официального участия в группе Ксения являлась её бэк-вокалисткой. Дебютом в группе стал клип на песню «За осенью придёт зима». За всё время участия Ксении в группе было записано 4 студийных альбома и 1 сборник песен. является автором текста песни «А я всё летала», которая считается «визитной карточкой» коллектива. После ухода из группы Ольги Орловой и Жанны Фриске лидером коллектива стала Ксения Новикова. В 2000 году вела собственную колонку в газете «Пробка». В 2005 году приняла участие в проекте «Первого канала» «Сердце Африки». В 2006 году певица появилась на обложках журналов Maxim и XXL.
В середине 2007 года оставила группу «Блестящие», в которой пробыла дольше всех солисток (8 лет).
В июне 2011 года, спустя четыре года после ухода, вернулась в группу. С 2012 года занимается сольным творчеством. Весной того года она записала сольную песню «Хочу забыть». В 2013 году была ведущей испытаний нескольких выпусков шоу «Битва экстрасенсов». В 2014 году у неё вышла вторая сольная песня под названием «Танго». В том же году певица стала преподавателем кафедры культуры и искусства Московского гуманитарного университета.
В августе 2015 года объявила о кастинге в новую девичью поп-группу, который состоялся 9 и 10 сентября. Образовавшийся коллектив получил название «Ксюша» и был представлен в декабре на премии Russian Music Box. Первоначально в состав группы входили Ксения Новикова, Анастасия Крёскина, Ксения Шапиро и Светлана Сыропятова. В феврале на смену Анастасии и Светлане пришла Евгения Олейник, однако вскоре коллектив распался.
В октябре 2015 года объявила об уходе из группы «Блестящие». Официально она покинула группу в январе 2016 года. В мае 2016 года Ксения Новикова представила песню «Одержимый». В мае 2018 года в третий раз вернулась в группу «Блестящие».

## Личная жизнь
Состояла в фактическом браке с Андреем Середой (2006—2011). Имеет двух сыновей: Мирона (род. 5 августа 2008) и Богдана (род. 17 марта 2010).
В октябре 2015 года вышла замуж за бизнесмена Алексея Сорокина. В июле 2018 года супруги развелись.

## Общественная деятельность
В 2015 году Ксения Новикова совместно с адвокатом Марией Тимофеевской создала благотворительный фонд «Наш смысл жизни». Организация стала специализироваться на защите прав и интересов семьи. В попечительский совет фонда также вошли теннисистки Анастасия Мыскина и Елена Веснина, экс-солистка группы «Блестящие» Анастасия Осипова и издатель журналов Nstyle и Nstyle Man — Аннэтэс Розенберг-Рудман.
30 мая 2016 года при поддержке проекта «Философия пространства (Оксюморон)» состоялся благотворительный аукцион фонда, посвящённый дню защиты детей.

## Работы

### Дискография

#### В составе группы «Блестящие»
- 1996 — Там, только там (бэк-вокал)
- 2000 — О любви
- 2000 — Белым снегом
- 2002 — За четыре моря
- 2003 — Апельсиновый рай
- 2005 — Восточные сказки

#### Альбомы и сборники, вышедшие после ухода из группы
- 2008 — Одноклассники
- 2016 — Best 20

#### В составе группы «Класс»
- 1995 — Класс
- 1998 — Душа и тело

### Синглы

#### В составе группы «Блестящие»
- 1999 — Милый рулевой
- 1999 — За осенью придёт зима
- 1999 — Чао, бамбина!
- 2000 — Чао, бамбина! (Дискотека Авария Remix)
- 2000 — Белым снегом
- 2001 — Долго тебя ждала
- 2001 — Ау-ау
- 2002 — За четыре моря
- 2002 — А я всё летала
- 2003 — Апельсиновая песня
- 2004 — Новогодняя песня
- 2005 — Пальмы парами
- 2005 — Брат мой десантник
- 2005 — Восточные сказки
- 2006 — Агент 007
- 2007 — Тили-тесто
- 2011 — Любовь
- 2011 — Милый мой
- 2012 — Зелёные глаза
- 2013 — День рождения
- 2013 — К экватору
- 2013 — Потерять
- 2015 — Не отдавай меня никому
- 2018 — Свисток зовёт (совместно со Светланой Феодуловой)
- 2022 — Другая

#### Сольно
- 2012 — Хочу забыть
- 2014 — Танго
- 2015 — Девичник
- 2015 — Антон
- 2016 — Одержимый
- 2017 — Я устала
- 2017 — Забудь
- 2017 — Летняя песня (Глоток Колы)
- 2018 — Голос мой
- 2019 — Самолёты (совместно с Юрием Смысловым)
- 2020 — Давай останемся друзьями (дуэт с Эмилем Кадыровым)

### Видеография

#### В составе группы «Блестящие»
| Год  | Клип                                   | Режиссёр           |
| ---- | -------------------------------------- | ------------------ |
| 1999 | За осенью придёт зима                  | Владислав Опельянц |
| 1999 | Чао, Бамбина!                          | Филипп Янковский   |
| 2000 | Чао, бамбина! (Дискотека Авария Remix) | Филипп Янковский   |
| 2000 | Белым снегом                           | Сергей Кальварский |
| 2001 | Белым снегом (Remix)                   | Сергей Кальварский |
| 2001 | Долго тебя ждала                       | Владислав Опельянц |
| 2001 | Ау-ау                                  | Роман Прыгунов     |
| 2002 | За четыре моря                         | Андрей Грозный     |
| 2002 | А я всё летала                         | Андрей Грозный     |
| 2003 | Апельсиновая песня                     | Андрей Грозный     |
| 2004 | Новогодняя песня                       | Андрей Грозный     |
| 2005 | Пальмы парами                          | Андрей Грозный     |
| 2005 | Брат мой десантник                     | Марина Ламтеева    |
| 2005 | Восточные сказки                       | Александр Игудин   |
| 2006 | Агент 007                              | Андрей Грозный     |
| 2013 | Потерять                               | Роман Прыгунов     |

#### В составе группы «Класс»
| Год  | Клип             |
| ---- | ---------------- |
| 1998 | Стоп             |
| 1998 | В Париже — дождь |

### Фильмография
| Год  |   | Название                                | Роль                                                                   |
| ---- | - | --------------------------------------- | ---------------------------------------------------------------------- |
| 2004 | ф | Осторожно, модерн! 2. Новогодняя эпопея | Барская усадьба. Царица (совместно с Юлией Ковальчук, Анной Семенович) |
| 2004 | ф | Ландыш серебристый 2                    | эпизод                                                                 |
| 2004 | ф | Ночной базар                            | камео                                                                  |
| 2004 | ф | Ночной Дозор                            | певица на концерте                                                     |
| 2004 | ф | Параллельно любви                       | эпизод                                                                 |
| 2007 | ф | Любовь-морковь                          | жена Соколова                                                          |
| 2009 | с | 7 звёзд                                 | Ирина, менеджер отеля                                                  |
| 2011 | ф | Новогодняя SMS-ка                       | официантка (в титрах не указана)                                       |
| 2018 | с | Консультант. Лихие времена              | Лида                                                                   |